# Арсо (Вогези)
Арсо (фр. Harsault) насеље је и општина у североисточној Француској у региону Лорена, у департману Вогези која припада префектури Епинал.
По подацима из 2011. године у општини је живело 396 становника, а густина насељености је износила 36,5 становника/km². Општина се простире на површини од 10,85 km². Налази се на средњој надморској висини од 380 метара (максималној 443 m, а минималној 282 m).

## Демографија
| 1962. | 1968. | 1975. | 1982. | 1990. | 1999. | 2011. |
| ----- | ----- | ----- | ----- | ----- | ----- | ----- |
| 496   | 592   | 528   | 429   | 385   | 401   | 396   |

График промене броја становника у току последњих година